# Pont Vell (els Omellons)
El Pont Vell és una obra del municipi dels Omellons (Garrigues) inclosa en l'Inventari del Patrimoni Arquitectònic de Catalunya.

## Descripció
Aquest és el pont vell de la localitat, situat al camí que va cap a l'escola. Va ser construït cap a 1918, com indica una placa de pedra. En aquesta a més hi ha l'escut dels Omellons amb una cinta a la part inferior que és on s'hi especifica la data. És una construcció principalment de pedra, d'estructura plana i de poca alçada. Està sostingut per blocs rectangulars que van salvant el desnivell del terreny, alhora que condueixen l'aigua pels carrils que formen. Petits pilonets de forma cònica fets de pedra funcionaven com a barana a ambdues bandes del pont però aquest es van eliminar en una reforma posterior i es va fer una barana de ferro.

## Història
Probablement la poca alçada del pont fou el que motivà que a les rubinades de l'any 1965 es quedés pràcticament tapiat. Als anys 90 es va desenterrar i restaurar.